# La marcia nuziale (film 1915)
La marcia nuziale è un film del 1915 diretto da Carmine Gallone.
La prima del film è avvenuta a Roma il 26 novembre 1915.

## Trama
Grazia de Plessans abbandona gli studi in convento in seguito a una crisi mistica. Nella casa paterna, studia musica insieme al maestro Claudio Morillot di cui finisce per innamorarsi. La famiglia de Plessans si oppone fortemente a questo legame, tanto da indurre la coppia alla fuga. I due vivono poveramente, aiutati da un'amica di Grazia che fa assumere dal marito, il banchiere Lachatelier, il maestro di musica. Claudio però, a una richiesta di Grazia, che vorrebbe un pianoforte per suonare a casa, ruba del denaro da Lachatelier. Grazia è inorridita. Accetta un invito a casa di Susanna e cede per un momento alla corte del banchiere, che le propone la fuga con lui. Decide di tornare da Claudio, per riappacificarsi con l'uomo. Un giorno, mentre questi suona al piano La marcia nuziale, un colpo di pistola mette fine alla vita di Grazia, che ha deciso di suicidarsi.